# シモン・ティブリング
シモン・ティブリング（Simon Tibbling, 1994年9月7日 - ）は、スウェーデン・ストックホルム出身のサッカー選手。サルプスボルグ08所属。スウェーデン代表。ポジションはMF。

## 経歴

### クラブ
2014年11月28日、ユールゴーデンからオランダのフローニンゲンに移籍した。
2020年7月27日、FCエメンと2年契約を締結した。
2021年5月、ラナースFCに移籍した。
2022年7月29日、サルプスボルグ08に移籍した。

### 代表
2015年6月に開催されたUEFA U-21欧州選手権2015ではグループステージ最終節のポルトガル戦で終了直前に同点ゴールを決め、決勝トーナメント進出に貢献した。スウェーデンは決勝でポルトガルをPK戦で破り、初優勝を飾った。
2016年8月に開催されたリオデジャネイロオリンピックのスウェーデン代表メンバーに選出された。
2019年1月8日、フィンランド代表戦でA代表初出場。

## タイトル

### クラブ
フローニンゲン
- KNVBカップ：1回 (2014-15)

ブレンビー
- デンマーク・カップ：1回 (2017-18)

### 代表
U-21スウェーデン代表
- UEFA U-21欧州選手権：1回 (2015)